# Longview (Texas)
Longview és una població dels Estats Units a l'estat de Texas. Segons el cens del 2006 tenia 77.793 habitants.

## Demografia
Segons el cens del 2000, Longview tenia 73.344 habitants, 28.363 habitatges, i 19.116 famílies. La densitat de població era de 518,1 habitants/km².
Dels 28.363 habitatges en un 33,2% hi vivien nens de menys de 18 anys, en un 48,9% hi vivien parelles casades, en un 14,5% dones solteres, i en un 32,6% no eren unitats familiars. En el 27,9% dels habitatges hi vivien persones soles el 10,7% de les quals corresponia a persones de 65 anys o més que vivien soles. El nombre mitjà de persones vivint en cada habitatge era de 2,5 i el nombre mitjà de persones que vivien en cada família era de 3,06.
Per edats la població es repartia de la següent manera: un 26,7% tenia menys de 18 anys, un 10,8% entre 18 i 24, un 28,7% entre 25 i 44, un 20,4% de 45 a 60 i un 13,3% 65 anys o més.
L'edat mediana era de 34 anys. Per cada 100 dones de 18 o més anys hi havia 89,4 homes.
La renda mediana per habitatge era de 33.858$ i la renda mediana per família de 42.378$. Els homes tenien una renda mediana de 33.078$ mentre que les dones 21.400$. La renda per capita de la població era de 156.768$. Aproximadament el 13% de les famílies i el 16% de la població estaven per davall del llindar de pobresa.

## Poblacions més properes
El següent diagrama mostra les poblacions més properes.

## Personalitats notables
- Forest Whitaker. Actor, productor i director de cinema.